# Yangqiao, Guangdong
Yangqiao (kinesiska: 杨侨) är en köping i sydöstra Kina. Den ligger i Boluo härad i staden Huizhou i provinsen Guangdong, omkring 130 kilometer öster om provinshuvudstaden Guangzhou. Antalet invånare är 29 868. Befolkningen består av 14 497 kvinnor och 15 371 män. Barn under 15 år utgör 20,0 %, vuxna 15-64 år 68 %, och äldre över 65 år 10,0 %.